# Kunstjahr 1502

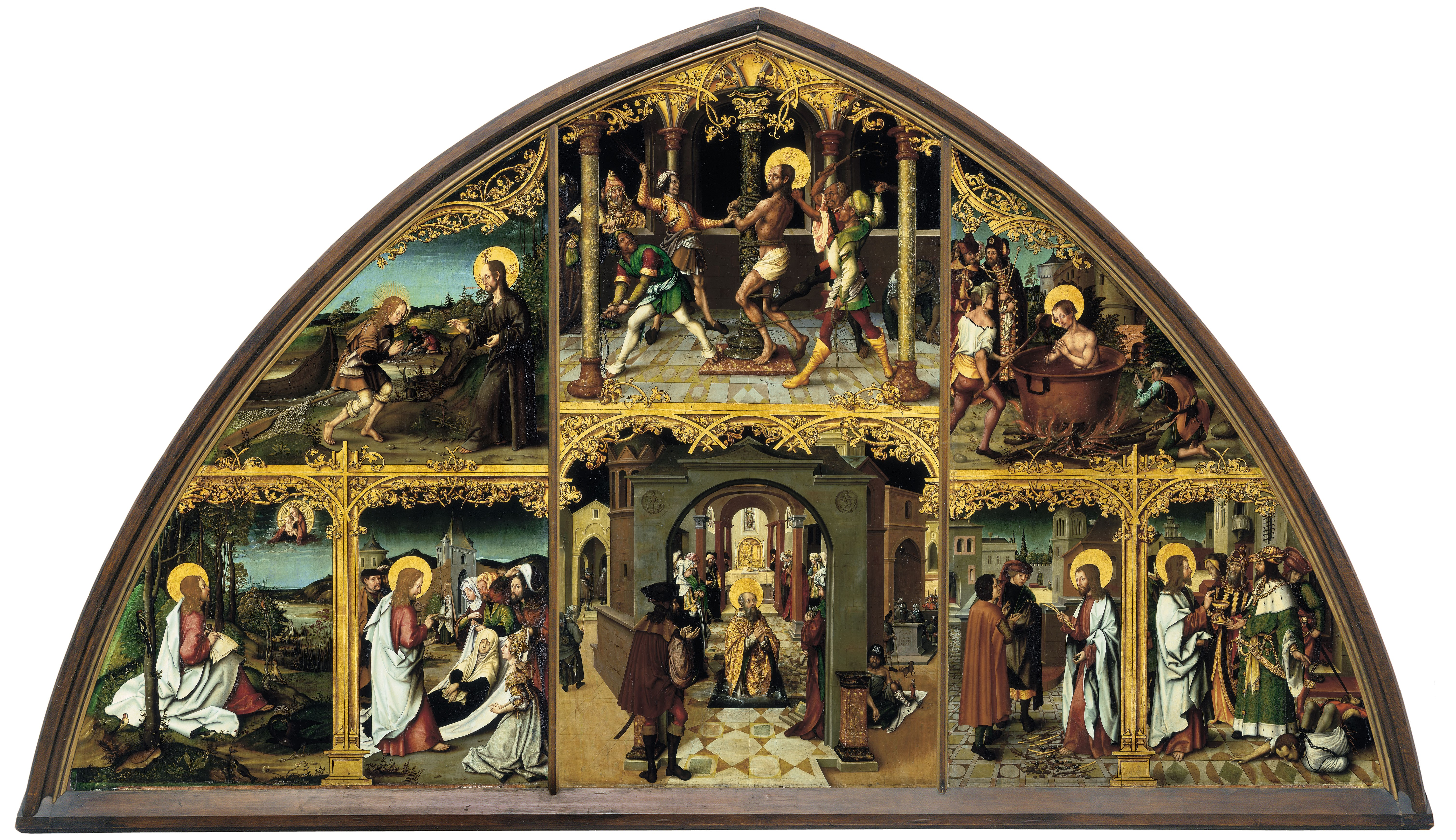
Hans Burgkmair der Ältere:
Basilica di S. Giovanni

Liste der Kunstjahre

1498 | 1499 | 1500 | 1501 | Kunstjahr 1502 | 1503 | 1504 | 1505 | 1506 | ► | ►►

Weitere Ereignisse

## Ereignisse

### Architektur
- 28. Juli: Die Danziger Marienkirche, eines der größten Gotteshäuser in Europa, wird im Stil der Backsteingotik fertiggestellt. Als Baumeister wird Heinrich Ungeradin genannt.
- In Lissabon beginnt der Bau des Mosteiro dos Jerónimos (Hieronymuskloster), der 100 Jahre in Anspruch nehmen wird.
- um 1502: Der von Donato Bramante entworfene Tempietto di Bramante in Rom wird fertiggestellt. Die Renaissancekapelle, deren Architektur dem antiken Typ des Tholos-Tempels nachempfunden ist, gilt als „das Musterbeispiel der Hochrenaissance-Architektur schlechthin“.

### Malerei
- 9. April: Bartolomeo Veneto signiert sein frühestes bekanntes Bild Maria mit dem Kinde.

- Albrecht Dürer zeichnet seine Naturstudie Feldhase.

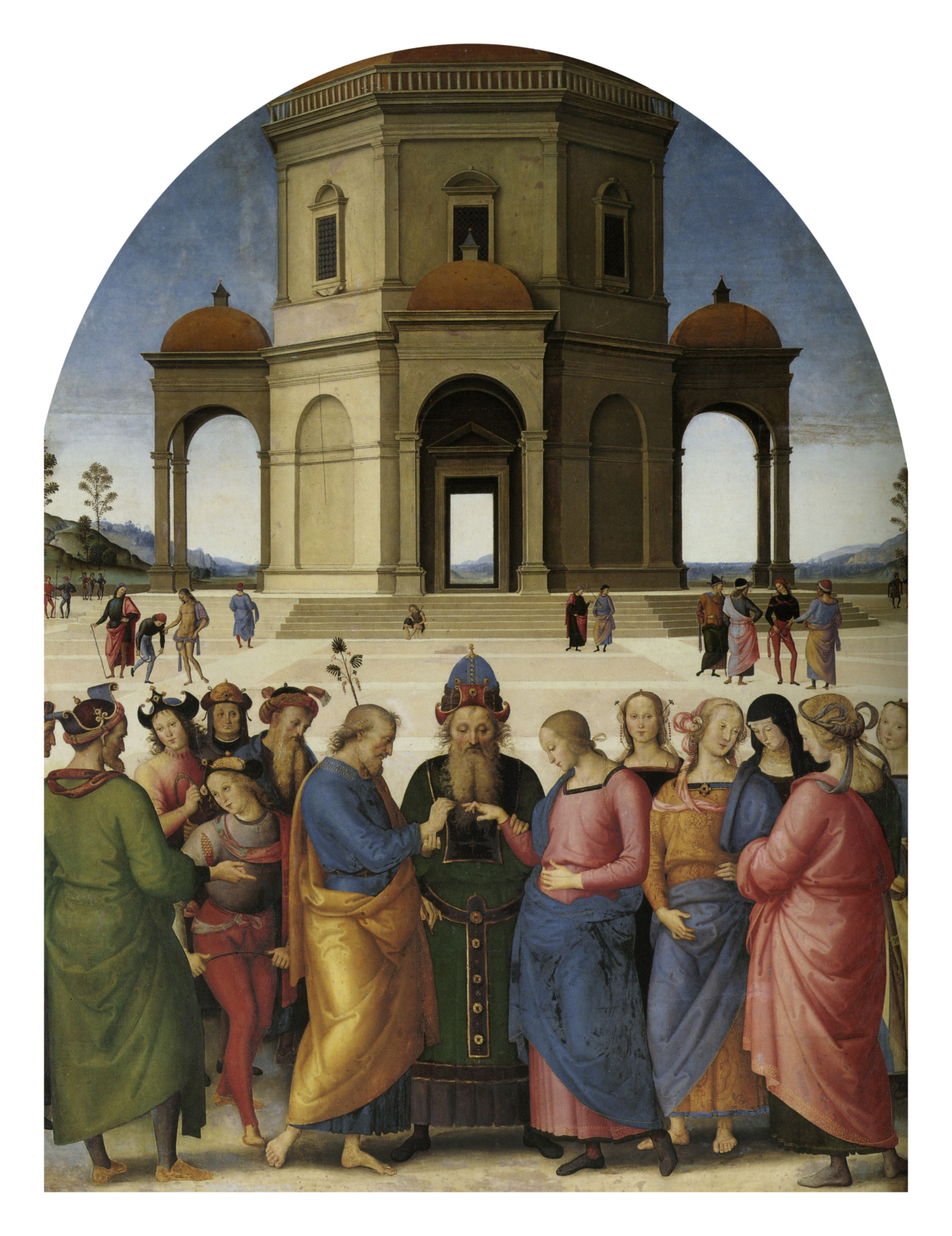
Perugino: Vermählung Mariä

- Perugino malt die Vermählung Mariä, vermutlich Vorbild für das gleichnamige Gemälde seines Schülers Raffael aus dem Jahre 1504.

- um 1502: Raffael malt die Madonna Diotallevi.

## Geboren

### Geburtsdatum gesichert
- 26. Juli: Christian Egenolff, deutscher Buchdrucker († 1555)
- 4. August: Pieter Coecke van Aelst, flämischer Maler († 1550)

### Genaues Geburtsdatum unbekannt
- Heinrich Aldegrever, deutscher Kupferstecher († 1555/61)
- Narziß Renner, Augsburger Buchmaler († 1536)

### Geboren um 1502
- Jan Mandyn, flämischer Maler († 1559/60)

## Gestorben

### Genaues Todesdatum unbekannt
- Albrecht Dürer der Ältere, Goldschmied in Nürnberg (* um 1427)
- Francesco di Giorgio Martini, italienischer Maler, Bildhauer, Architekt und Architekturtheoretiker (* 1439)

- Francesco Laurana, italienischer Bildhauer und Architekt der Frührenaissance (* 1430)

### Gestorben um 1502
- Nicolò Alunno, italienischer Maler (* um 1430)